# Benzweiler
Benzweiler là một xã thuộc huyện Rhein-Hunsrück bang Rheinland-Pfalz, phía tây nước Đức. Xã Benzweiler có diện tích 3,19 km², dân số thời điểm ngày 31 tháng 12 năm 2006 là 210 người.